# O quanta qualia
O quanta qualia je nejznámější duchovní hymnus Petra Abélarda.
Píseň s námětem eschatologické naděje křesťana byla určena ke zpívání o sobotních nešporách a původně byla napsána pro opatství, kde zastávala úřad abatyše Heloisa. Je psán jambickým veršem.